# Милисав Антониевич-Дримколски
Милисав Антониевич-Дримколски (на сръбски: Милисав Антонијевић - Дримколски или Milisav Antonijević - Drimkolski) е македонски сърбоманин, сръбски писател от XX век.

## Биография
Милисав Антониевич е роден през 1913 година в дримколското сърбоманско село Лабунища, тогава в Кралство Сърбия, заради което носи прозвището Дримколски. Завършва основно училище в родното си Лабунища (долна гимназия), а гимназия (горна гимназия) в Охрид. След това завършва Педагогическа школа в Белград и се връща в родния си край като работи като учител в околните села. В годините на окупацията през Втората световна война Милисав Антониевич е един от основателите на Общинската организация на Комунистическата партия за Лабунища и околните села. Той е активен участник в комунистическото партизанско движение от 1941 година. През май 1943 г. е заловен от италианските окупационни власти и през септември 1943 година е въдворен в лагера „Порто Романо“ в Албания, след това в политическия затвор „Бурт Политик“ в Тирана, където остава до капитулацията на Италия през септември 1943 година. След освобождението си от затвора, отново се включва в комунистическото партизанско движение.
През септември 1944 година е назначен от правителството на новообразуваната федерална република Македония за просветен инспектор за Охридско и Стружко. Като окръжен инспектор по образованието, Дримколски отговаряше за прилагането на образователната политика в района. На контролираната от комунистическите партизани територия в Дебърца, в присъствието на партизански учители, Милисав Антониевич - Дримколски изнася лекция на тема „Образователна цел - принципи на преподаване в младата македонска държава“. След войната той работи известно време в Министерството на народната просвета в Скопие и е сътрудник на белградския вестник „Борба“ в Македония. Установява се в Белград и работи като заместник генерален секретар на „Борба“, функционер в Съюза на синдикатите, главен и отговорен редактор на списанията „Родител“ и „Дом и школа“, както и сътрудник на много вестници и списания.
Умира в Белград в 2001 година.